# James Maitland (8e comte de Lauderdale)
Pour les articles homonymes, voir James Maitland et Maitland.
James Maitland (26 janvier 1759, à Haltoun House près de Ratho – 10 septembre 1839, à Thirlestane Castle, près de Lauder, Berwickshire), 8e comte de Lauderdale, est un parlementaire britannique, membre du Conseil privé de la Couronne, gardien du Grand sceau d'Écosse (en) et pair député auprès de la Chambre des lords.

## Biographie

### Année de jeunesse
Il est le fils aîné de James Maitland (7e comte de Lauderdale) (1718-1789) auquel il succède en 1789. Il a d’abord pour précepteur le savant Dr Andrew Dalzel, avant de compléter sa formation en fréquentant les universités d’Édimbourg et de Glasgow, puis en passant quelque temps à Paris où, dit-on, il acquiert ses opinions « radicales » : James Maitland s'avère, en effet, un écrivain et homme politique controversé.

### Carrière parlementaire
À son retour en Grande-Bretagne en 1780, on l'admet à la Faculty of Advocates tandis qu’il remporte les élections au Parlement. De 1780 à 1784 il est député de la circonscription de Newport puis de 1784 à 1789, de la circonscription de Malmesbury. À la Chambre des communes, en tant que partisan du leader Whig Charles Fox, il prend une part active aux débats, et est l'un des organisateurs de la procédure d’impeachment frappant Warren Hastings.
Puis en 1789, il devient pair député d’Écosse auprès de la Chambre des lords, s’imposant comme l’un des opposants les plus virulents à la politique anti-française de William Pitt et de son  gouvernement. C’est un orateur en vue qui s’illustre aussi par sa ferme opposition à la loi suspendant l’Habeas Corpus, à la Sedition Bill et à d’autres mesures d'exception. Fervent partisan de la Révolution française, il se présente un jour à la Chambre des lords en habits de Sans-culotte.
En juillet 1792, il doit se battre en duel contre Benedict Arnold qu'il a insulté publiquement à la Chambre des lords.

### Lauderdale et la Révolution française
En 1792, Lord Lauderdale repart pour la France, accompagné du médecin écossais John Moore. La prise des Tuileries et l’emprisonnement du roi Louis XVI surviennent juste trois jours après l'arrivée du comte dans la capitale française. L'ambassadeur de Grande-Bretagne ayant quitté Paris dès le début des massacres de Septembre, Lauderdale prend à son tour le chemin de Calais le 4 du même mois, mais il revient cependant à Paris le mois suivant et ne repart pour Londres que le 5 décembre. À son retour, il publie un Journal during the residence in France from the beginning of August to the middle of December 1792. Selon l’érudit A. Thomson : « Le huitième comte de Lauderdale James Maitland se faisait appeler le « citoyen Maitland ». Avec ses idées extrémistes, il se trouve à Paris sous la Révolution française et compte au nombre des amis personnels de Jean-Paul Marat. Il ne retourne que rarement en Écosse. ». Le comte de Lauderdale a, dès 1792, appuyé la fondation d’un club jacobin Outre-Manche, la Society of the Friends of the People.

### Pair et diplomate du Royaume-Uni

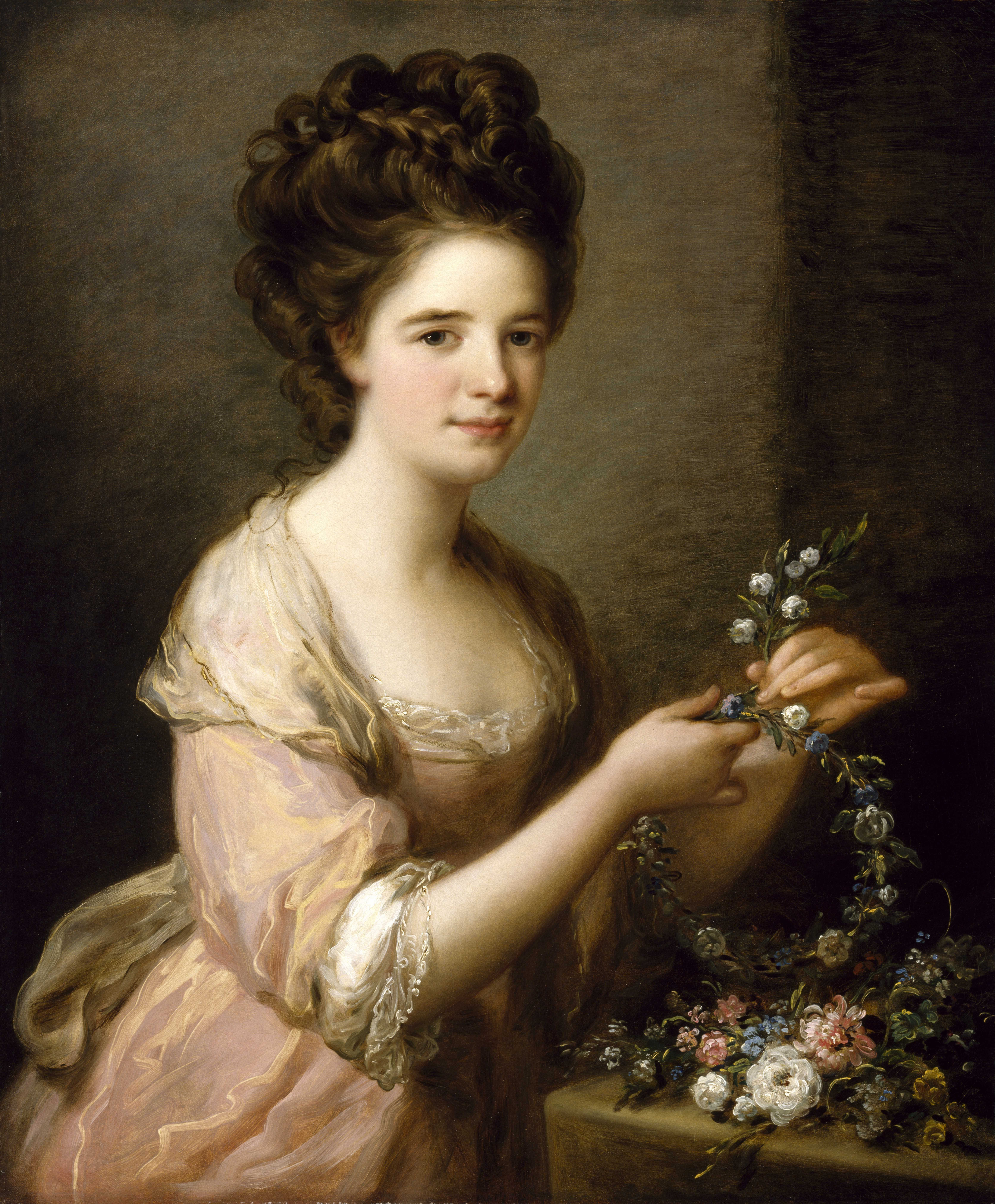
Portrait d'Eleanor, comtesse de Lauderdale
Angelica Kauffmann, 1780-1781
musée des beaux-arts de Houston

Lors de la formation du gouvernement Grenville en février 1806, Lauderdale est élevé au rang de Pair du Royaume-Uni en tant que baron Lauderdale de Thirlestane et prête serment en tant que membre du Conseil privé de la Couronne. À partir de juillet 1806, il est même pendant quelques mois garde des Sceaux du royaume d'Écosse.
Comme il parle couramment le français, on le dépêche le 2 août 1806 comme ministre plénipotentiaire en France pour y conclure la paix, car les négociations engagées en vain depuis plusieurs semaines par le comte de Yarmouth traînaient en longueur. Arrivé sur le Continent le 5 du mois, il réussit avec l’ambassadeur Yarmouth à trouver un terrain d'entente avec Napoléon et son ministre Talleyrand. Yarmouth est rappelé le 14, de sorte que Lauderdale reste le seul diplomate en poste. Il quitte toutefois Paris à la reprise des hostilités dès le 9 octobre suivant. On peut lire un compte-rendu détaillé de l'évolution et des conclusions des pourparlers dans la London Gazette du 21 octobre 1806.
Chateaubriand écrit : "...ce mot de l'ambassadeur anglais (Lauderdale) sur M.de Talleyrand : "c'est de la boue dans un bas de soie". (Mémoires d'outre-tombe, Liv.XX, ch.5).
Alors qu'il a été jusque-là le dirigeant des Whigs d’Écosse, Lauderdale rallie le parti tory et vote contre le Reform Bill of 1832. Il est nommé  Conseiller de la Couronne en 1806 et chevalier du Chardon en 1821.
Il épouse Eleanor Todd (1762-1856), unique héritière du secrétaire d'État aux postes Anthony Todd, le 15 août 1782. Ils ont neuf enfants, dont une fille, Lady Julia Jane, qui épouse en 1823 le baronnet John Warrender (né en 1786) ; parmi ses fils (dont aucun ne se marie), son aîné et héritier James Maitland (1784-1860), et un autre, Anthony Maitland (1785-1863), s’illustre comme amiral. À la mort du 9e comte, le titre de Lauderdale passe à ce dernier.

### Le titre d'enseigne royal d'Écosse
À la mort sans descendance du comte de Dundee en 1672, le duc de Lauderdale se voit conférer la dignité de gonfalonnier héréditaire du roi d’Écosse, que ses héritiers conservent jusqu’en 1910. C'est ainsi qu’en 1790, le comte de Lauderdale James Maitland fait frapper ses armoiries de la mention d'Enseigne royal pour le Souverain d'Écosse.
Mais en 1952, à l'issue d'une réunion avec les comtes de Lauderdale et de Dundee, Lord Lyon sollicite la reine afin qu'elle confirme les droits du comte de Lauderdale à arborer le saltire en tant que gonfalonnier royal d’Écosse, et ceux du comte de Dundee à arborer, en tant que Bearer of the Royal Banner, le lion rampant.

## Famille
Il épouse le 15 août 1782, Eleanor Todd (1762-1856), fille unique et héritière d'Anthony Todd, secrétaire de la General Post Office. Ils ont dix enfants :
- Eleanor, mariée à James Balfour (parents du député James Maitland Balfour et grands-parents du premier ministre Arthur Balfour)
- Mary, épouse Edward Stanley de Cross Hall, près d'Ormskirk. Mère du député Edward James Stanley.
- Julia, mariée en 1823 à John Warrender, 5e baronnet (1786-1867)
- James Maitland 9e comte de Lauderdale) (1784-1860)
- Anthony Maitland (10e comte de Lauderdale) (1785-1863)
- Cinq autres fils.

Aucun de ses sept fils n'est marié.

## Œuvres

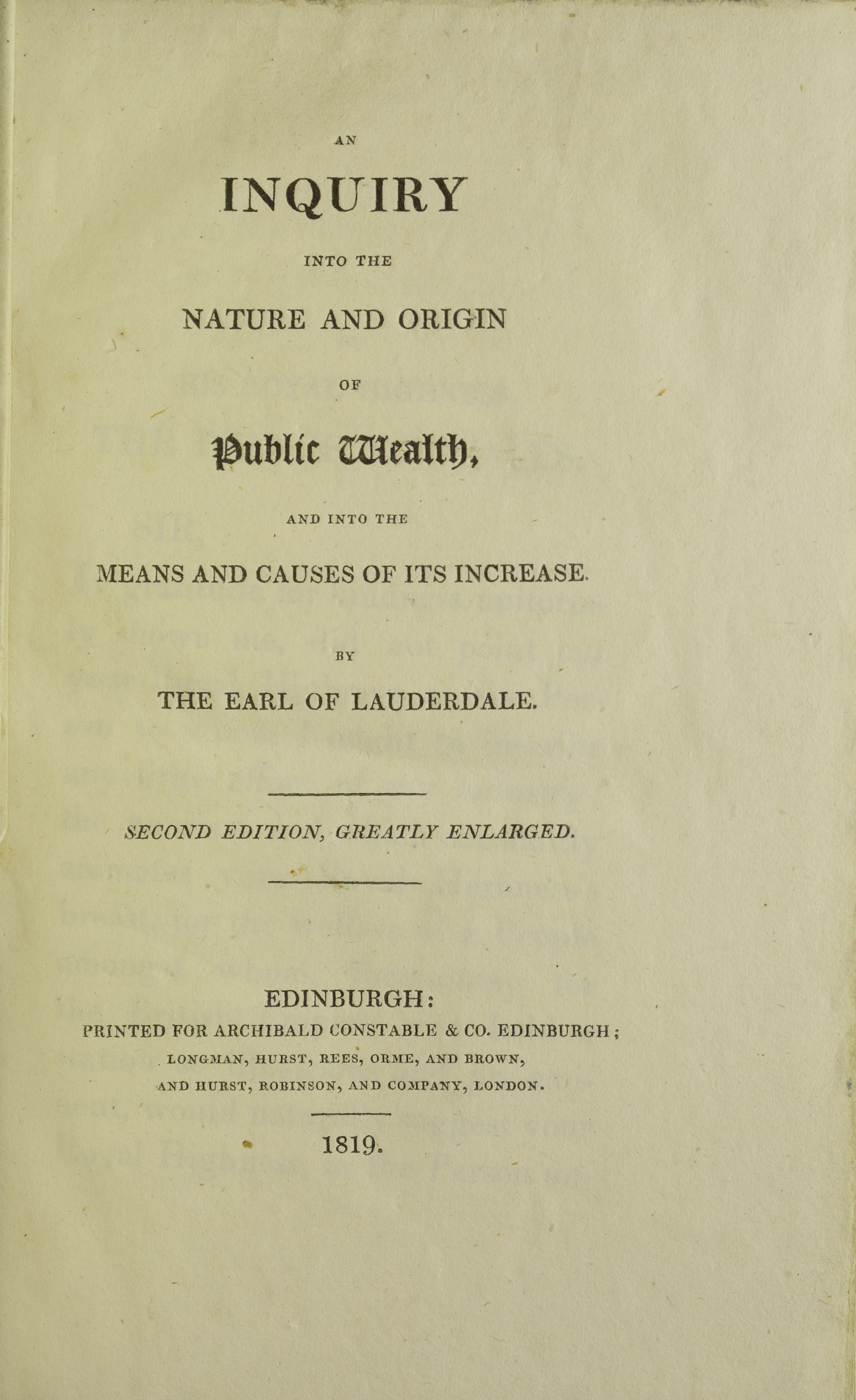
Inquiry into the nature and origin of public wealth, 1819

- An Inquiry into the Nature and Origin of Public Wealth and into the Means and Causes of its Increase [« Recherches sur la nature et l’origine de la richesse publique, et sur les moyens et les causes de son accroissement »] (trad. E. Lagenlie de Lavaisse), Édimbourg, 1804 en 4 vol. in-octavo (réimpr. 2e édit. augmentée, Edimbourg, 1819, ; version française chez Dentu, Paris 1808), un vol. in-octavo de 336 pages (lire en ligne)Ce livre, qui fut en son temps à l’origine d'une controverse avec Lord Brougham, est aussi le premier traité d’économie à attirer l'attention sur les conséquences économiques d’un excédent ou d’un déficit budgétaire : c'est l'un des fondements de la théorie keynésienne de la relance par les investissements publics..
- The Depreciation of the Paper-currency of Great Britain Proved, 1812